# Joanna Krakowska
Joanna Krakowska (ur. 1964) – polska historyczka i teoretyczka teatru, eseistka oraz tłumaczka.

## Życiorys
Absolwentka anglistyki na Uniwersytecie Warszawskim. Adiunkt w Zakładzie Historii i Teorii Teatru Instytutu Sztuki Polskiej Akademii Nauk. Zastępca redaktora naczelnego miesięcznika Dialog. Redaktorka książek z zakresu historii i teorii teatru oraz teorii aktorstwa. Tłumaczka tekstów takich autorów jak Ariel Dorfman, Richard Schechner, Susan Sontag. Zbiór esejów Soc i sex. Diagnozy teatralne i nieteatralne napisany wspólnie z Krystyną Duniec został nagrodzony w konkursie Fundacji Kultury. Za monografię Mikołajska. Teatr i PRL została nominowana do Nagrody Literackiej Nike 2012. W 2017 otrzymała Nagrodę im. Jerzego Giedroycia za książkę PRL. Przedstawienia. W 2021 roku otrzymał Nagrodę Literacką Gdynia w kategorii esej za książkę Odmieńcza rewolucja. Performans na cudzej ziemi. Autorka cyklu wykładów Teatr publiczny. Przedstawienia, które odbywały się w Instytucie Teatralnym im. Zbigniewa Raszewskiego w Warszawie z okazji rocznicy 250-lecia powstania teatru publicznego w Polsce. Stale współpracuje z portalem Dwutygodnik, na łamach którego publikuje cykl felietonów „Konformy”.

## Książki
- Soc i sex. Diagnozy teatralne i nieteatralne (Oficyna Wydawnicza Errata, Warszawa 2009) – współautorka z Krystyną Duniec
- Mikołajska. Teatr i PRL (Wydawnictwo W.A.B., Warszawa 2011)
- Soc, sex i historia (Krytyka Polityczna, Warszawa 2014) – współautorka z Krystyną Duniec
- PRL. Przedstawienia (Państwowy Instytut Wydawniczy, Warszawa 2016).
- Odmieńcza rewolucja. Performans na cudzej ziemi (Wydawnictwo Karakter, Kraków 2020)